# سکس درایو (فیلم)
«سکس درایو» (انگلیسی: Sex Drive (film)) فیلمی در ژانر کمدی رمانتیک به کارگردانی شان آندرس است که در سال ۲۰۰۸ منتشر شد.

## بازیگران
- جاش زاکرمن
- آماندا کرو
- کلارک دوک
- ست گرین
- جیمز مارسدن
- کاترینا بودن
- دیو شریدن
- مایکل کادلیتز
- فال اوت بوی
- آندریا آندرس
- چارلی مک‌درموت
- دیوید کوچنر
- الیس گرچن
- ماریان مولرلایلی